# Marianne Moore

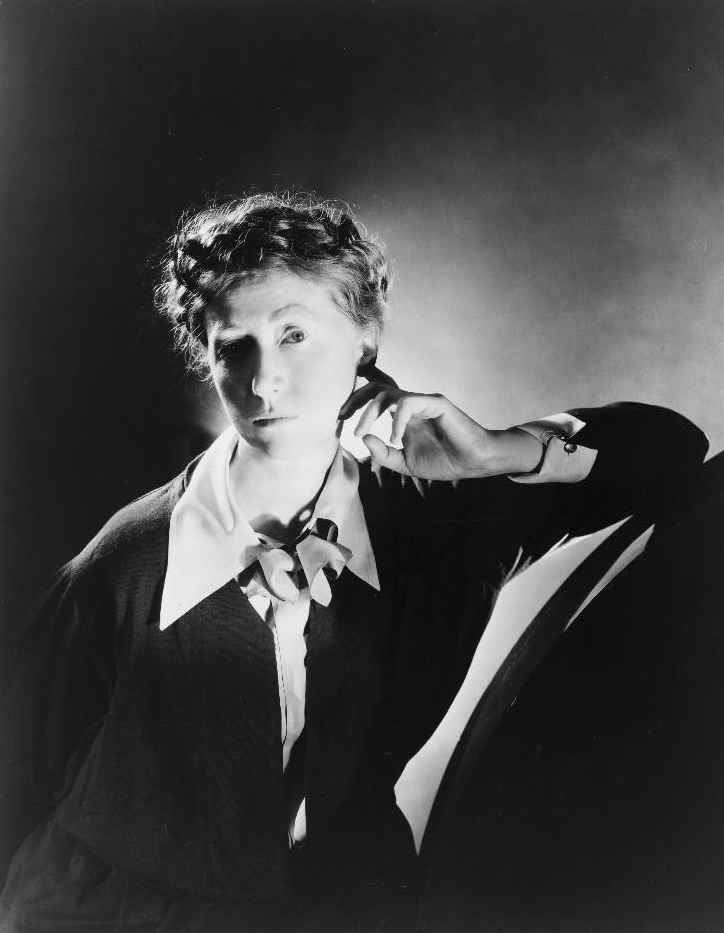
Marianne Moore 1935

Marianne Craig Moore (* 15. November 1887 in Kirkwood, Missouri; † 5. Februar 1972 in New York) war eine US-amerikanische Dichterin und Schriftstellerin der Moderne.

## Leben
Marianne Moore wurde als Tochter von John Milton Moore und seiner Frau Mary Warner in Kirkwood (Missouri), einem Vorort von St. Louis, am 15. November 1887 geboren. Sie wuchs zusammen mit ihrem Bruder bei ihrem Großvater mütterlicherseits auf. Ihr Vater, mit dem sie nie Kontakt hatte, erlitt vor ihrer Geburt einen Nervenzusammenbruch und wurde in eine psychiatrische Klinik eingewiesen. 1894 zog sie mit ihrem Bruder und ihrer Mutter nach Carlisle in Pennsylvania und besuchte ab 1905 die private Mädchenschule Bryn Mawr. Marianne Moore war keine herausragende Schülerin, doch sie trug zur Entstehung der schuleigenen literarischen Zeitschrift bei. Freundschaften bestanden unter anderem zu Peggy James, der Tochter des Psychologens William James. 1909 graduierte Marianne Moore in Biologie und Gewebelehre und gab für vier Jahre Unterricht in Schreiben, Buchhaltung und Englisch in Carlisle. Einer ihrer Schüler war der Athlet Jim Thorpe.
1915 veröffentlichte sie ihre ersten Gedichte und es kam zu Kontakten mit weiteren jungen aufstrebenden Dichtern und Schriftstellern wie Wallace Stevens und William Carlos Williams. Als Marianne Moore 34 Jahre alt war, erschien ihr erstes Buch, das ohne ihr Wissen von den befreundeten Schriftstellern Hilda Doolittle und Robert McAlmon veröffentlicht wurde.
Von 1925 bis 1929 arbeitete sie als verantwortliche Herausgeberin der Zeitschrift The Dial in New York. Sie bekam mehrere Preise. Unter anderem 1952 den Pulitzer-Preis und den National Book Award für das Werk Collected Poems. 1947 wurde sie in die American Academy of Arts and Letters und 1962 in die American Academy of Arts and Sciences gewählt und war Mitglied im Pen and Brush Club, einer Organisation für Künstlerinnen und Schriftstellerinnen. Am 5. Februar 1972 verstarb Marianne Moore im Alter von 84 Jahren in New York.

## Werke
Gedichte
- 1921: Poems
- 1924: Observations
- 1935: Selected Poems
- 1936: The Pangolin and Other Verse
- 1941: What Are Years?
- 1944: Nevertheless
- 1951: Collected Poems
- 1956: Like a Bulwark
- 1959: O to Be a Dragon
- 1964: The Arctic Fox
- 1966: Tell Me, Tell Me
- 1967: The Complete Poems of Marianne Moore

Bücher
- 1955: Predilections.
- 1961: A Marianne Moore Reader.
- 1987: The Complete Prose of Marianne Moore.